# Scott Patterson (Skilangläufer)
Scott Patterson (* 28. Januar 1992 in McCall, Idaho) ist ein ehemaliger US-amerikanischer Skilangläufer.

## Werdegang
Patterson startete im Januar 2009 erstmals in Anchorage bei der US Super Tour und kam dabei auf den 62. Platz im Sprint und auf den 60. Rang über 10 km Freistil. Bei den Nordischen Junioren-Skiweltmeisterschaften 2010 in Hinterzarten belegte er den 19. Platz im Skiathlon, den 17. Rang über 10 km klassisch und den 12. Platz mit der Staffel. Im folgenden Jahr errang er bei den Nordischen Junioren-Skiweltmeisterschaften 2011 in Otepää den 35. Platz im Skiathlon, den 28. Platz über 10 km Freistil und den zehnten Platz mit der Staffel und erreichte in Craftsbury mit dem dritten Platz über 10 km klassisch seine erste Podestplatzierung bei der US Super Tour. In der Saison 2013/14 holte er in Craftsbury über 10 km Freistil und über 20 km klassisch seine ersten Siege bei der US Super Tour. Zudem wurde in Kincaid Park Zweiter über 15 km Freistil und erreichte zum Saisonende den sechsten Platz in der Gesamtwertung der US Super Tour. Bei den U23-Weltmeisterschaften 2014 im Fleimstal belegte er über 15 km klassisch und im Skiathlon jeweils den 18. Platz. Im folgenden Jahr kam er bei den U23-Weltmeisterschaften 2015 in Almaty auf den 39. Platz im Sprint, auf den 15. Rang im Skiathlon und auf den 13. Platz über 15 km Freistil. Nach Platz drei über 15 km Freistil bei der US Super Tour in West Yellowstone zu Beginn der Saison 2015/16, siegte er im 15-km-Massenstartrennen in Sun Valley. Im Januar 2016 wurde er bei der US Super Tour und zugleich US-amerikanische Meisterschaften in Houghton Erster über 15 km klassisch. Im selben Monat debütierte er in Nové Město im Skilanglauf-Weltcup und belegte dabei den 42. Platz über 15 km Freistil und den achten Rang mit der Staffel. Bei der Ski Tour Canada 2016 errang er den 46. Platz. Zum Saisonende kam er in Craftsbury auf den zweiten Platz über 15 km Freistil und erreichte den vierten Platz in der Gesamtwertung der US Super Tour. Zu Beginn der Saison 2016/17 gelang ihn bei der US Super Tour in West Yellowstone der dritte Platz über 15 km Freistil und der erste Platz beim Nor-Am-Cup und zugleich US Super Tour in Vernon über 15 km Freistil. Im Februar 2017 holte er in Pyeongchang mit dem neunten Platz im Skiathlon seine ersten Weltcuppunkte. Im März 2017 belegte er beim Weltcup-Finale in Québec den 41. Platz und erreichte den 95. Platz im Gesamtweltcup. Zum Saisonende siegte er bei der US Super Tour in Fairbanks im Skiathlon und im 50-km-Massenstartrennen und gewann damit die Gesamtwertung. Nach Platz 55 beim Ruka Triple zu Beginn der Saison 2017/18, wurde er im Januar 2018 in Anchorage US-amerikanischer Meister über 15 km Freistil und errang beim Weltcupfinale in Falun den 58. Platz. Seine besten Platzierungen bei den Olympischen Winterspielen 2018 in Pyeongchang waren der 14. Platz mit der Staffel und der 11. Rang im 50-km-Massenstartrennen.
In der Saison 2018/19 belegte Patterson den 63. Platz beim Lillehammer Triple und den 45. Rang beim Weltcupfinale in Québec. Seine besten Ergebnisse bei den Nordischen Skiweltmeisterschaften 2019 in Seefeld in Tirol waren der 23. Platz im 50-km-Massenstartrennen und der neunte Rang mit der Staffel. In der Saison 2020/21 belegte er den 42. Platz beim Ruka Triple und den 37. Rang bei der Tour de Ski 2021. Seine besten Resultate bei den nordischen Skiweltmeisterschaften 2021 in Oberstdorf waren der zehnte Platz im 50-km-Massenstartrennen und der achte Rang mit der Staffel. In der Saison 2021/22 holte er in Falun mit der Mixed-Staffel seinen ersten Weltcupsieg. Seine besten Platzierungen bei den Olympischen Winterspielen 2022 in Peking waren der neunte Platz mit der Staffel und der achte Rang im 50-km-Massenstartrennen.
Im April 2024 verkündete er sein Karriereende.

## Erfolge
Weltcupsiege im Team
| Nr. | Datum         | Ort   | Disziplin                         |
| --- | ------------- | ----- | --------------------------------- |
| 1.  | 13. März 2022 | Falun | 4 × 5 km Mixed-Staffel Freistil 1 |

Siege bei Continental-Cup-Rennen
| Nr. | Datum             | Ort        | Disziplin                    | Serie                        |
| --- | ----------------- | ---------- | ---------------------------- | ---------------------------- |
| 1.  | 7. Februar 2014   | Craftsbury | 10 km Freistil               | US Super Tour                |
| 2.  | 8. Februar 2014   | Craftsbury | 20 km klassisch              | US Super Tour                |
| 3.  | 6. Dezember 2015  | Sun Valley | 15 km klassisch Mst.         | US Super Tour                |
| 4.  | 3. Januar 2016    | Houghton   | 15 km klassisch 1            | US Super Tour                |
| 5.  | 11. Dezember 2016 | Vernon     | 15 km Freistil               | Nor-Am-Cup und US Super Tour |
| 6.  | 27. März 2017     | Fairbanks  | 20 km Skiathlon              | US Super Tour                |
| 7.  | 2. April 2017     | Fairbanks  | 50 km Freistil Mst.          | US Super Tour                |
| 8.  | 3. Januar 2018    | Anchorage  | 15 km Freistil 1             | US Super Tour                |
| 9.  | 4. Januar 2022    | Midway     | 30 km Freistil Massenstart 1 | US Super Tour                |

Siege bei Worldloppet-Rennen
| Nr. | Datum           | Ort     | Rennen                             | Disziplin                  |
| --- | --------------- | ------- | ---------------------------------- | -------------------------- |
| 1.  | 2. Februar 2025 | Sapporo | Sapporo International Ski Marathon | 30 km Freistil Massenstart |

## Teilnahmen an Weltmeisterschaften und Olympischen Winterspielen

### Olympische Spiele
- 2018 Pyeongchang: 11. Platz 50 km klassisch Massenstart, 13. Platz Staffel, 18. Platz 30 km Skiathlon, 21. Platz 15 km Freistil
- 2022 Peking: 8. Platz 50 km Freistil Massenstart, 9. Platz Staffel, 11. Platz 30 km Skiathlon, 38. Platz 15 km klassisch

### Nordische Skiweltmeisterschaften
- 2019 Seefeld in Tirol: 9. Platz Staffel, 23. Platz 50 km Freistil Massenstart, 30. Platz 30 km Skiathlon, 30. Platz 15 km klassisch
- 2021 Oberstdorf: 8. Platz Staffel, 10. Platz 50 km klassisch Massenstart, 14. Platz 30 km Skiathlon, 27. Platz 15 km Freistil
- 2023 Planica: 7. Platz Staffel, 15. Platz 15 km Freistil, 16. Platz 50 km klassisch Massenstart, 19. Platz 30 km Skiathlon

## Platzierungen im Weltcup

### Weltcup-Statistik
Die Tabelle zeigt die erreichten Platzierungen im Einzelnen.
- 1.–3. Platz: Anzahl der Podiumsplatzierungen
- Top 10: Anzahl der Platzierungen unter den ersten zehn
- Punkteränge: Anzahl der Platzierungen innerhalb der Punkteränge
- Starts: Anzahl gelaufener Rennen in der jeweiligen Disziplin
- Hinweis: Bei den Distanzrennen erfolgt die Einordnung gemäß FIS.

| Platzierung               | Distanzrennen a | Distanzrennen a | Distanzrennen a | Distanzrennen a | Distanzrennen a | Skiathlon Verfolgung | Sprint | Etappen- rennen b | Gesamt | Team   | Team    |
| Platzierung               | ≤ 5 km          | ≤ 10 km         | ≤ 15 km         | ≤ 30 km         | > 30 km         | Skiathlon Verfolgung | Sprint | Etappen- rennen b | Gesamt | Sprint | Staffel |
| ------------------------- | --------------- | --------------- | --------------- | --------------- | --------------- | -------------------- | ------ | ----------------- | ------ | ------ | ------- |
| 1. Platz                  |                 |                 |                 |                 |                 |                      |        |                   |        |        | 1       |
| 2. Platz                  |                 |                 |                 |                 |                 |                      |        |                   |        |        |         |
| 3. Platz                  |                 |                 |                 |                 |                 |                      |        |                   |        |        |         |
| Top 10                    |                 |                 | 2               |                 |                 | 1                    |        |                   | 3      | 1      | 7       |
| Punkteränge               |                 | 11              | 7               | 7               | 5               | 10                   |        | 2                 | 42     | 1      | 11      |
| Starts                    |                 | 18              | 37              | 10              | 7               | 25                   | 19     | 11                | 127    | 1      | 11      |
| Stand: Saisonende 2023/24 |                 |                 |                 |                 |                 |                      |        |                   |        |        |         |

### Weltcup-Gesamtplatzierungen
| Saison  | Gesamt | Gesamt | Distanz | Distanz |
| Saison  | Punkte | Platz  | Punkte  | Platz   |
| ------- | ------ | ------ | ------- | ------- |
| 2016/17 | 36     | 95.    | 36      | 62.     |
| 2017/18 | 25     | 103.   | 25      | 71.     |
| 2018/19 | 12     | 119.   | 12      | 82.     |
| 2020/21 | 74     | 60.    | 64      | 44.     |
| 2021/22 | 36     | 84.    | 36      | 47.     |
| 2022/23 | 492    | 32.    | 378     | 21.     |
| 2023/24 | 443    | 43.    | 353     | 28.     |